# Шиллато
Шиллато (італ. Scillato, сиц. Scillatu) — муніципалітет в Італії, у регіоні Сицилія,  метрополійне місто Палермо.
Шиллато розташоване на відстані близько 470 км на південь від Рима, 60 км на південний схід від Палермо.
Населення — 608 осіб (2014).
Щорічний фестиваль відбувається 20 серпня. Покровитель — Maria SS. della Catena.

## Демографія
Населення за роками:

Станом на 1 січня 2023 року в муніципалітеті офіційно проживало 8 іноземців з 3 країн, серед них 6 громадян країн Євросоюзу.

## Сусідні муніципалітети
- Кальтавутуро
- Черда
- Коллезано
- Ізнелло
- Поліцці-Дженероза
- Склафані-Баньї